# Pool (album)
Pour les articles homonymes, voir Pool.
Pool est un album de John Zorn paru à l'origine en vinyle sur le label Parachute, puis sur le label Tzadik, dans le coffret Parachute Years en 1997, puis en 2000 en album. Cet album appartient à la catégorie des game pieces. Il propose la pièce du même nom, ainsi qu'un bonus, Archery (test and false start).

## Titres
| 1.    | Pool                           | 50:45 |
| 2.    | Archery (test and false start) | 3:30  |
| 54:15 |                                |       |

## Personnel
- Polly Bradfield - violon
- Mark E. Miller - percussion, microphone de contact, vibraphone
- Charles K. Noyes - percussion, scie, knene
- Bob Ostertag - électronique
- John Zorn – saxophone alto et soprano, clarinettes, appeaux